# Coppa delle Coppe 1979-1980
La Coppa delle Coppe 1979-1980 è stata la 20ª edizione della competizione calcistica europea Coppa delle Coppe UEFA. Venne vinta dal Valencia, che batté nella finale di Bruxelles l'Arsenal.
Si iscrissero tutti i club eleggibili, anche se poi gli albanesi si ritirarono.

## Turno preliminare
| Squadra 1 | Totale | Squadra 2  | Andata | Ritorno |
| --------- | ------ | ---------- | ------ | ------- |
| Rangers   | 3 - 0  | Lillestrøm | 1 - 0  | 2 - 0   |
| B 1903    | 7 - 0  | APOEL      | 6 - 0  | 1 - 0   |

## Sedicesimi di finale
| Squadra 1        | Totale   | Squadra 2          | Andata | Ritorno     |
| ---------------- | -------- | ------------------ | ------ | ----------- |
| Dinamo Mosca     | rinuncia | Vllaznia           | -      | -           |
| Sliema Wanderers | 2 - 9    | Boavista           | 2 - 1  | 0 - 8       |
| Cliftonville     | 0 - 8    | Nantes             | 0 - 1  | 0 - 7       |
| Young Boys       | 2 - 8    | Steaua Bucarest    | 2 - 2  | 0 - 6       |
| Reipas Lahti     | 0 - 2    | Aris Bonnevoie     | 0 - 1  | 0 - 1       |
| ÍA Akraness      | 0 - 6    | Barcellona         | 0 - 1  | 0 - 5       |
| B 1903           | 2 - 6    | Valencia           | 2 - 2  | 0 - 4       |
| Rangers          | 2 - 1    | Fortuna Düsseldorf | 2 - 1  | 0 - 0       |
| Arsenal          | 4 - 0    | Fenerbahçe         | 2 - 0  | 2 - 0       |
| Wrexham          | 5 - 7    | Magdeburgo         | 3 - 2  | 2 - 5 (dts) |
| Paniōnios        | 5 - 3    | Twente             | 4 - 0  | 1 - 3       |
| IFK Göteborg     | 2 - 1    | Waterford          | 1 - 0  | 1 - 1       |
| Tirol Innsbruck  | 1 - 3    | Lokomotíva Košice  | 1 - 2  | 0 - 1       |
| Beerschot        | 1 - 2    | Rijeka             | 0 - 0  | 1 - 2       |
| Arka Gdynia      | 3 - 4    | Beroe              | 3 - 2  | 0 - 2       |
| Juventus         | 3 - 2    | Győri ETO          | 2 - 0  | 1 - 2       |

## Ottavi di finale
| Squadra 1         | Totale | Squadra 2       | Andata | Ritorno     |
| ----------------- | ------ | --------------- | ------ | ----------- |
| Dinamo Mosca      | 1 - 1  | Boavista        | 0 - 0  | 1 - 1       |
| Nantes            | 5 - 3  | Steaua Bucarest | 3 - 2  | 2 - 1       |
| Aris Bonnevoie    | 2 - 11 | Barcellona      | 1 - 4  | 1 - 7       |
| Valencia          | 4 - 2  | Rangers         | 1 - 1  | 3 - 1       |
| Arsenal           | 4 - 3  | Magdeburgo      | 2 - 1  | 2 - 2       |
| Paniōnios         | 1 - 2  | IFK Göteborg    | 1 - 0  | 0 - 2       |
| Lokomotíva Košice | 2 - 3  | Rijeka          | 2 - 0  | 0 - 3       |
| Beroe             | 1 - 3  | Juventus        | 1 - 0  | 0 - 3 (dts) |

## Quarti di finale
| Squadra 1    | Totale | Squadra 2    | Andata | Ritorno |
| ------------ | ------ | ------------ | ------ | ------- |
| Dinamo Mosca | 3 - 4  | Nantes       | 0 - 2  | 3 - 2   |
| Barcellona   | 3 - 5  | Valencia     | 0 - 1  | 3 - 4   |
| Arsenal      | 5 - 1  | IFK Göteborg | 5 - 1  | 0 - 0   |
| Rijeka       | 0 - 2  | Juventus     | 0 - 0  | 0 - 2   |

## Semifinali
| Squadra 1 | Totale | Squadra 2 | Andata | Ritorno |
| --------- | ------ | --------- | ------ | ------- |
| Nantes    | 2 - 5  | Valencia  | 2 - 1  | 0 - 4   |
| Arsenal   | 2 - 1  | Juventus  | 1 - 1  | 1 - 0   |

## Finale
| Arbitro: | Vojtech Christov |

|                                                   |                      |                                               |
| Kempes Solsona Rodríguez Castellanos Bonhof Arias | Tiri di rigore 5 – 4 | Brady Stapleton Sunderland Talbot Hollins Rix |

| Valencia | Arsenal |

|                    |  |                         |  |      |
|                    |  |                         |  |      |
| P                  |  | Carlos Santiago Pereira |  |      |
| D                  |  | José Carrete            |  |      |
| D                  |  | Manuel Botubot          |  |      |
| D                  |  | Ricardo Arias           |  |      |
| D                  |  | Miguel Tendillo         |  |      |
| C                  |  | Daniel Solsona          |  |      |
| C                  |  | Enrique Saura           |  |      |
| C                  |  | Rainer Bonhof           |  |      |
| C                  |  | Javier Subirats         |  | 112’ |
| A                  |  | Mario Kempes            |  |      |
| A                  |  | Pablo Rodríguez         |  |      |
| Sostituzioni:      |  |                         |  |      |
| C                  |  | Ángel Castellanos       |  | 112’ |
| Allenatore:        |  |                         |  |      |
| Alfredo Di Stéfano |  |                         |  |      |

|               |    |                 |  |      |
|               |    |                 |  |      |
| P             | 1  | Pat Jennings    |  |      |
| D             | 2  | Pat Rice        |  |      |
| D             | 3  | Sammy Nelson    |  |      |
| D             | 5  | David O'Leary   |  |      |
| D             | 6  | Willie Young    |  |      |
| C             | 11 | Graham Rix      |  |      |
| C             | 4  | Brian Talbot    |  |      |
| C             | 10 | David Price     |  | 105’ |
| C             | 7  | Liam Brady      |  |      |
| A             | 8  | Alan Sunderland |  |      |
| A             | 9  | Frank Stapleton |  |      |
| Sostituzioni: |    |                 |  |      |
| C             | 12 | John Hollins    |  | 105’ |
| Allenatore:   |    |                 |  |      |
| Terry Neill   |    |                 |  |      |